# El Forn
El Forn falu Andorrában, a Canillo közösségben. 2011-ben a település lakónépessége 69 fő volt.

## Demográfia

### A népesség változása
- 1987: 17 fő
- 1988: 18 fő
- 1989: 15 fő
- 1990: 15 fő
- 1991: 16 fő
- 1992: 17 fő
- 1993: 17 fő
- 1994: 19 fő
- 1995: 18 fő
- 1996: 21 fő
- 1997: 25 fő
- 1998: 30 fő
- 1999: 35 fő
- 2000: 34 fő
- 2001: 33 fő
- 2002: 31 fő
- 2003: 39 fő
- 2004: 41 fő
- 2005: 39 fő
- 2006: 41 fő
- 2007: 49 fő
- 2008: 57 fő
- 2009: 56 fő
- 2010: 73 fő
- 2011: 69 fő